# The Defector: Escape from North Korea
The Defector: Escape from North Korea  (tạm dịch: Kẻ đào tẩu: Trốn khỏi Bắc Triều Tiên) là bộ phim tài liệu ra mắt năm 2012 nói về người đào tẩu Bắc Triều Tiên, do nhà làm phim người Canada gốc Hàn Ann Shin đạo diễn. Bộ phim được công chiếu lần đầu tại Liên hoan phim Tài liệu Quốc tế Hot Docs Canada và phát sóng lần đầu trên kênh TVOntario vào ngày 26 tháng 6. Bộ phim này được phát hành cùng với phim tài liệu tương tác mang tên The Defector Interactive, vốn sử dụng phương pháp tiếp cận giống như trò chơi điện tử nhằm giúp người dùng tìm hiểu về đời sống và cuộc chạy trốn khỏi Bắc Triều Tiên. Bộ phim đã được công chiếu tại Liên hoan phim Tài liệu Quốc tế (IDFA) của Amsterdam, và tiếp tục được trình chiếu tại nhiều liên hoan phim khác, giành được ba Giải thưởng Màn ảnh Canada: Phim tài liệu hay nhất, Đạo diễn phim tài liệu xuất sắc nhất và Giải thưởng Đa dạng.